# Fares Jumaa
Fares Jumaa (en árabe: فارس جمعة حسن جمعة السعدي‎; Al Ain, Emiratos Árabes Unidos; 30 de diciembre de 1988) es un futbolista de los Emiratos Árabes Unidos que juega en la posición de defensa central con el Al Wahda FC de la UAE Pro League.

## Carrera

### Club
| Periodo   | Club         | Apariciones | Goles |
| --------- | ------------ | ----------- | ----- |
| 2007–2015 | Al-Ain FC    | 77          | 6     |
| 2015–2020 | Al-Jazira SC | 78          | 10    |
| 2020–     | Al-Wahda FC  | 25          | 1     |

### Selección nacional
Jugó para Emiratos Árabes Unidos en 64 ocasiones de 2008 a 2020 y anotó dos goles; participó en dos ediciones de la Copa Asiática.

## Logros
- UAE Pro League (4): 2012, 2013, 2015, 2017
- Copa Presidente de Emiratos Árabes Unidos (2): 2009, 2014
- Supercopa de los Emiratos Árabes Unidos (3): 2009, 2012, 2015